# Can Barolés
Can Barolés és una casa d'Amer (Selva) inclosa a l'Inventari del Patrimoni Arquitectònic de Catalunya.

## Descripció
Immoble de tres plantes cobert amb una teulada a dues aigües de vessants a façana. Pel que fa al seu emplaçamet, aquest el trobem ubicat al costat dret de la plaça de Sant Miquel, però simultàniament fa cantonada a la dreta, amb un petit i estret carreró.
Es tracta d'un edifici de morfologia irregular, com així ho acredita tant la seva planta anòmala en forma de "L", com la ubicació, en una pujada, per tal de salvar el desnivell físic existent del carrer.
La planta baixa consta de quatre obertures, a destacar especialment el portal d'accés d'arc carpanell amb muntants de pedra ben treballats i escairats. L'acompanya una finestra rectangular amb llinda i muntants de pedra.
En el primer pis trobem dues obertures rectangulars equipades amb llinda i muntants de pedra ben treballats i escairats, les quals són projectades com a balconades amb les seves respectives baranes de ferro forjat. Pel que fa al treball de la forja aplicat a les baranes, es tracta d'un treball mancat de qualsevol tipus de gràcia compositiva, com així ho acredita per una banda, el fet que les baranes estiguin mancades d'elements ornamentals, mentre que per l'altra, la barana de l'extrem esquerre no disposa de profunditat, sinó que està projectada més com a ampit que no pas com a barana.
Pel que fa al segon pis, que segurament exerciria les tasques de golfes, trobem dues obertures irrellevants, ja que no han rebut cap tractament a destacar.
Tanca la façana en la part superior, un ràfec format per quatre fileres: la primera de rajola plana, la segona de teula, la tercera de rajola plana i la quarta de teula.
Remarcar a mode d'apunt, que la pedra fa poc acta de presència en la façana. Únicament la trobem concentrada en l'arc carpanell i en els muntants del portal i en la finestra de la planta baixa, i en el primer pis en les dues balconades. Ara bé observem dues modalitats de pedra. Per una banda, la pedra nomolítica o pedra calcària de Girona la trobem únicament en l'arc carpanell i en els muntants del portal d'accés. Mentre que la pedra sorrenca, la trobem en les llindes i muntants tant de la finestra de la planta baixa com de les dues obertures del primer pis.

## Història
L'immoble actual és fruit d'una reconstrucció i restauració integral que va tenir lloc a finals del segle passat, aproximadament.
La façana de l'edifici original era de pedra vista, composta per pedres fragmentades i còdols de riu manipulats a cop de martell i lligades amb morter de calç. En l'actualitat la façana està arremolinada.
Les obertures originals, van resultar sensiblement modificades, tant pel seu emplaçament com per l'obertura de les noves.